# Tandilia spurcata
Tandilia spurcata là một loài bướm đêm trong họ Noctuidae.